# Trowulan
Trowulan là một ngôi làng trong Mojokerto, tỉnh Đông Java của Indonesia. Nó được bao quanh bởi một địa điểm khảo cổ bao gồm khoảng 100 km vuông. Nó đã được cho là nơi đóng kinh đô của đế chế Majapahit, được mô tả bằng Mpu Prapanca trong bài thơ thế kỷ 14 Nagarakretagama và một nguồn ghi chép của Trung Hoa thế kỷ 15. Nó đã được san bằng do cuộc xâm lược của Girindrawardhana để đánh bại Kertabhumi năm 1478, sau khi sự kiện này kinh đô của Majapahit chuyển đến Daha.
Nagarakretagama chứa các ghi chép thơ văn về cung điện của Majapahit và môi trường xung quanh của nó, nhưng được giới hạn trong khu vực hoàng gia và tôn giáo. Một số chi tiết mơ hồ, và các học giả đã cố gắng lập kế hoạch vốn đã đi đến kết luận khác nhau.
Các nghiên cứu cũ hơn tại Trowulan đã tập trung vào các tàn tích: ngôi đền, ngôi mộ, và một nơi tắm. Các cuộc điều tra và khai quật khảo cổ học gần đây đã tìm thấy phần còn lại của hoạt động công nghiệp, thương mại và tôn giáo, các khu vực cư trú và hệ thống cấp nước, tất cả đều là bằng chứng về dân số dày đặc trong thời gian 14 đến thế kỷ 15. Tháng 10 năm 2009 Bộ Văn hóa và Du lịch Indonesia đã đề xuất Trowulan vào danh sách di sản thế giới UNESCO.